# 大貫裕仁
大貫 裕仁（おおぬき ゆうじ、1959年 - 2016年5月16日）は、日本の弁護士。西村あさひ法律事務所元マネージングパートナー弁護士。第二東京弁護士会元副会長。日本弁護士連合会元事務次長。

## 人物・経歴
1983年、青山学院大学法学部私法学科卒業。1990年に第二東京弁護士会に弁護士登録。1997年にニューヨーク州弁護士登録。1994年にアメリカン大学ロースクール卒(LL.M.)。1998年茨城県龍ケ崎市情報公開個人情報保護審査委員会委員。2005年第二東京弁護士会国際委員会委員長。2007年より同弁護士会倒産法制等民事法制検討委員会委員長。2008-2009年同弁護士会副会長。2012-2014年日本弁護士連合会事務次長。専門は一般企業法務、事業再生・倒産、親族・相続。

## 特技
剣道六段、東京三弁護士剣友会副会長。剣道の師は武田治衛教士七段（茨城）。茨城県立竜ヶ崎第一高等学校剣道部に所属した。

## 著書
- 「通常再生の実務Q&A120問－全倒ネットメーリングリストの質疑から」（共著）金融財政事情研究会、2010年
- 「ヘルスケア・病院資産の投資評価と再生の実務」（共著）綜合ユニコム、2007年